# زغيم
الزُّغَيْم (الاسم العلمي: Amadina) هي جنس من الطيور يتبع فصيلة شمعية المنقار من الرتبة العصفوريات. جنس عصافير صغيرة القد من الجواثم المخروطيات المناقير. مواطنها مناطق البلاد الحارة. جميعها بحجم الدوري. أثوابهت متراكبة الألوان الجميلة. تألف الأدغال والغابات المبعثرة الأشجار. قُوتُها بزور وحبوب النجيليات وبعض الهوام والديدان والحشرات الصغيرة. تُدثِّن في الأشجار. إناثها تضع من 4 إلى 5 بيضات تحضنها بمناوبة الذكور نحو أسبوعين. وذلك على ثلاث مرات في السنة. أشهر أنواعها الزغيم المطوّق  والزغيم أحمر الرأس.